# Hanif Khan
Hanif Khan, född den 5 juli 1959 i Karachi, Pakistan, är en pakistansk landhockeyspelare.
Han tog OS-brons i herrarnas landhockeyturnering i samband med de olympiska landhockeytävlingarna 1976 i Montréal.
Därefter tog Khan OS-guld i samma gren i samband med de olympiska landhockeytävlingarna 1984 i Los Angeles.